# Arrest Niet behandelde longinfectie
Het arrest Niet behandelde longinfectie (HR 25 juni 1996, NJ 1997/563) is een arrest van de Nederlandse Hoge Raad dat betrekking heeft op het criterium van 'redelijke toerekening' bij het leerstuk van causaliteit in het strafrecht.

## Casus
Na een woordenwisseling met zijn vriendin heeft verdachte een pistool gepakt en op haar geschoten. De kogel, die in haar hals is binnengetreden, heeft een halswervel beschadigd met een ‘hoge dwarslaesie’ tot gevolg, zodat ze vrijwel totaal verlamd is. Ze kon haar handen en benen niet meer gebruiken, had geen gevoel meer, was incontinent, en kon zelfs niet meer zelfstandig ademhalen. Als gevolg van het letsel kreeg ze bovendien een longinfectie, die medisch gezien wel te behandelen was, maar dat heeft zij bewust geweigerd. Zelfs met maximale medische ondersteuning had zij een verkorte levensprognose (ongeveer tien jaar) en zou de kwaliteit van haar leven niet zijn aan te merken als een menswaardig bestaan. Als gevolg van de niet behandelde longinfectie is zij enkele dagen na de schietpartij overleden. Verdachte wordt aangeklaagd wegens doodslag. 

## Rechtsvraag
Verdachte voert aan dat de beslissing van het slachtoffer om niet te worden behandeld aan de longinfectie de causale keten heeft doorbroken. De rechtsvraag is:

- Heeft de verdachte zijn vriendin opzettelijk van het leven beroofd? (Ja De verdachte heeft zijn vriendin opzettelijk van het leven beroofd, omdat hij bewust een pistool heeft gepakt en op haar heeft geschoten, waarbij de kogel haar hals trof. Dit is een handeling waarvan algemeen bekend is dat het een aanmerkelijke kans op de dood met zich meebrengt)

- Oftewel: Kan haar overlijden redelijkerwijs nog als gevolg aan zijn gedraging (het pistoolschot) worden toegerekend? (Ja Hoewel de vriendin uiteindelijk overleed aan een longinfectie die zij niet liet behandelen, is er een direct causaal verband tussen de schotwond en de longinfectie)

## Procesgang
Verdachte wordt door het hof veroordeeld voor doodslag. Hij gaat in cassatie bij de Hoge Raad. Het cassatieberoep wordt verworpen.

### Hoge Raad
De Hoge Raad bevestigt het arrest van het hof:

5.4.2 (...) dat de verdachte de omstandigheden in het leven heeft geroepen die het slachtoffer ertoe hebben gebracht de beslissing te nemen af te zien van medische behandeling en dat die beslissing in de keten der gebeurtenissen niet een zodanige invloed heeft gehad, dat de dood van het slachtoffer redelijkerwijs niet meer als gevolg van het handelen van de verdachte aan deze zou kunnen worden toegerekend.

De Hoge Raad liet hier meewegen dat het slachtoffer door toedoen van de verdachte buitengewoon ernstig letsel had opgelopen.

## Belang
Het belang van het arrest schuilt in de manier waarop het criterium van 'redelijke toerekening' wordt toegepast.

## Zie Ook
- Arrest Letale longembolie (1978)
- Haarlemse doodslag (1985)